# بودام
بودام (انگلیسی: Bodum) شرکت لوازم خانگی سوئیسی است، که در سال ۱۹۴۴ تأسیس شد.